# Комсомольский (Кунгурский район)
Комсомольский — посёлок в Пермском крае России. 
Входит в Кунгурский район в рамках административно-территориального устройства и в Кунгурский муниципальный округ в рамках организации местного самоуправления.

## География
Расположен в 10 км к востоку от Кунгура и в 80 км к юго-востоку от Перми.

## Население
| 2002 | 2010  | 2021  |
| ---- | ----- | ----- |
| 3363 | ↘3096 | ↘3033 |

## История
Образован, в составе Комаровской волости Кунгурского уезда Пермской губернии, как деревня Бараново, в 1861 году, входила в Лягушинское сельское общество. Впервые в письменных источниках упоминается в 1879 году, как выселок Баранов, в 1898 году — деревня Баранова. В 1929 году деревня вошла в колхоз «Гробовской», с 1931 года — совхоз имени К.Исакова. В это время в деревне числилось 54 двора, население — 54 мужчины и 68 женщин. Скота насчитывалось 27 лошадей, 36 коров, 58 овец, 18 коз. 7 января 1933 года создан совхоз «Комсомолец» с центральной усадьбой в Бараново. 1 сентября того же года открыта школа. До 1954 года деревня входила в состав Комаровского сельсовета, с 1955 года — Филипповского. В 1961 году была открыта новая восьмилетняя школа, в 1968 году — детский сад-ясли «Солнышко». В 1969 году совхоз «Комсомолец» был переименован в птицефабрику «Комсомольскую». В 1975 году деревня Бараново переименована в посёлок Комсомольский.
С 2004 до 2020 гг. посёлок был административным центром Комсомольского сельского поселения Кунгурского муниципального района.

## Инфраструктура
В посёлке действуют средняя школа, Школа искусств, Детский сад, станция юных натуралистов, библиотека, центр досуга, ФАП, амбулатория. Магазин Планета. Ип Пигасова